# A36 (autoestrada)

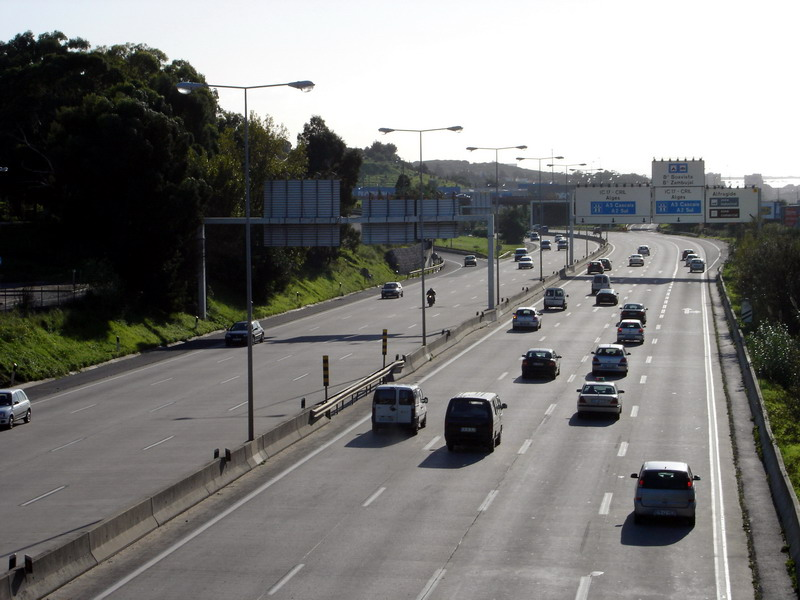
Troço da IC17, em Lisboa, com 4 vias por faixa de rodagem.

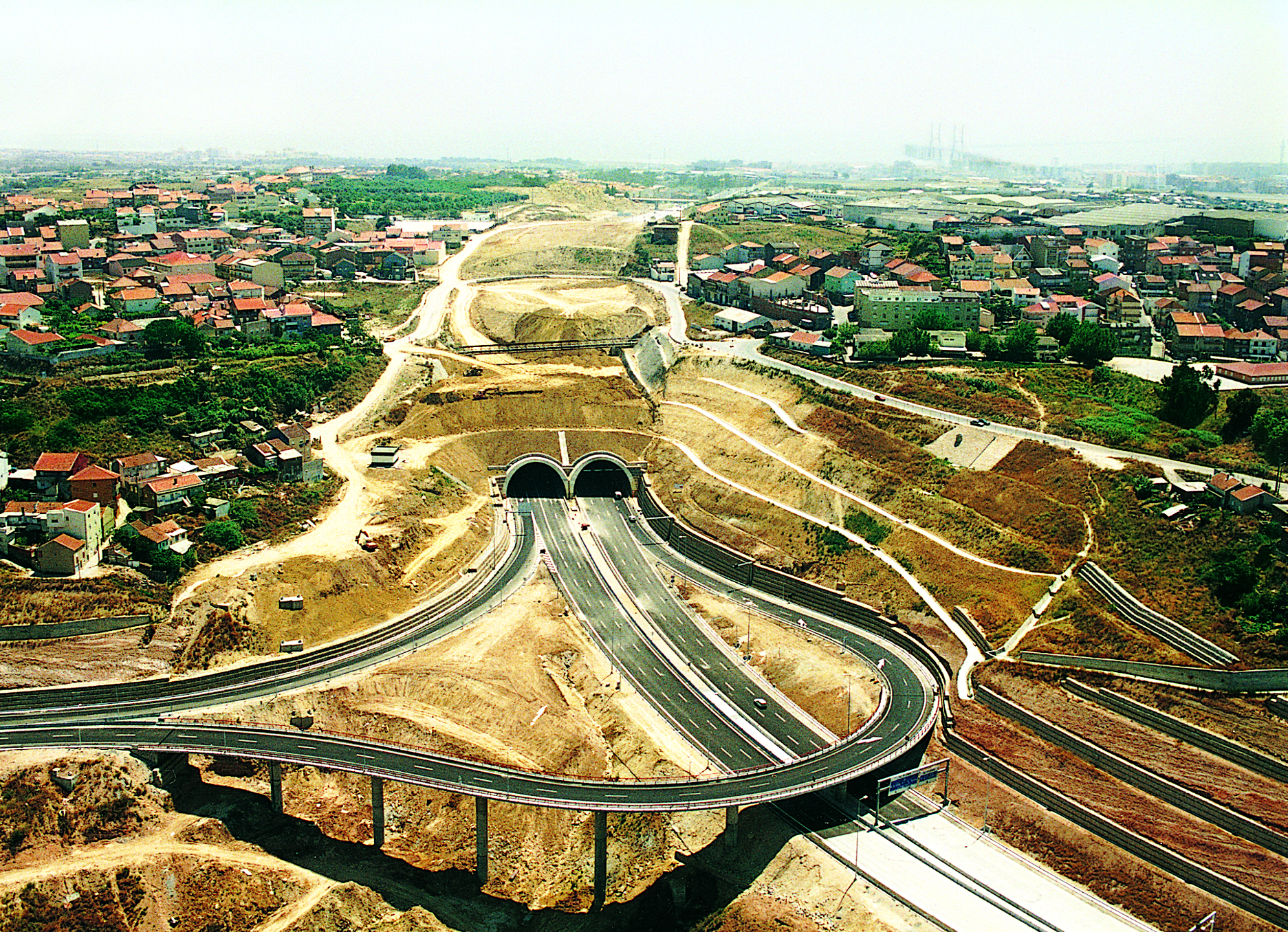
Construção pela Tecnovia do IC 17 CRIL, lanço Sacavém - Olival de Basto, incluindo o Túnel do Grilo

A IC17 - CRIL (Circular Regional Interior de Lisboa), é uma via rápida portuguesa com perfil de autoestrada que circunda a cidade de Lisboa nos seus limites terrestres, a norte e a oeste. A numeração A36 está reservada caso esta estrada venha a ser convertida numa autoestrada. A CRIL é comparável à boulevard périphérique de Paris (auto-estrada que circunda Paris)  e ao Grande Raccordo Anulare (auto-estrada que circunda Roma, em Itália). Liga Algés a Sacavém, numa extensão de 21 km e fecha um anel rodoviário em torno de Lisboa, também a sul, pelo seu seguimento contínuo com a Ponte Vasco da Gama e com a A12.
Esta via rápida tem como objectivo captar e escoar o trânsito ao longo de todo o perímetro do Município de Lisboa. A IC17 tem maioritariamente um perfil transversal de 2x3 vias, embora em alguns troços tenha um máximo de 4 vias por faixa de rodagem. O limite de velocidade é de 90 km/h entre Algés e a Buraca, 70 km/h, controlado através de radares, entre a Buraca e Alfornelos, 90 km/h entre Alfornelos e a A8 (neste troço, partilha 600 metros com o início da A8), e de 90 km/h entre a A8 e a Ponte Vasco da Gama (excepto no Túnel do Grilo, onde a velocidade máxima é 70 km/h).

## História
A inauguração do primeiro troço, Algés-Benfica, deu-se em 1991.

### Conclusão da CRIL: Troço Buraca - Pontinha
O último troço da CRIL (o troço entre a Pontinha e a Buraca), numa extensão aproximada de 4 km, foi inaugurado a 16 de Abril de 2011. O início dos trabalhos foi sendo sucessivamente adiado devido a desentendimentos e polémicas na escolha do traçado.
Tendo-se chegado a um entendimento entre os Municípios de Amadora, Odivelas e Lisboa, foi adjudicada a obra para a conclusão desta via fundamental. O projecto consistiu na construção de um túnel que atravessa as zonas mais populosas destes três Municípios (caso da Buraca e Alfornelos). Em partes deste novo troço, a CRIL é também em "vala aberta" (por exemplo, junto ao Bairro de Santa Cruz).
A construção da CRIL entre a Buraca, as Portas de Benfica e Alfornelos permitiu modernizar bairros, redefinir acessos rodoviários e demolir construções clandestinas.
O traçado da CRIL atravessa, na Buraca, o Aqueduto das Águas Livres e o subsidiário Aqueduto das Francesas. Foram adoptadas medidas que permitiram minimizar o impacto nestas estruturas.
A primeira abertura parcial ocorreu a 15 de Junho de 2010, com o prolongamento, ainda apenas no sentido Sacavém - Algés, até Alfornelos. O último troço da estrada abriu em 2011, estabelecendo um novo percurso de 3,6 quilómetros entre a Buraca (Amadora) e a Pontinha (Odivelas).

## Estado dos Troços
| Troço                                      | Situação                                        | km   |
| ------------------------------------------ | ----------------------------------------------- | ---- |
| Algés - Miraflores                         | Em serviço (2002) (Concessão: Grande Lisboa)    | 0,7  |
| Miraflores - Buraca ( A 37 )               | Em serviço (1995) (Concessão: Grande Lisboa)    | 4,5  |
| Buraca ( A 37 ) - Pontinha ( A 16 )        | Em serviço (04/2011) (Concessão: Grande Lisboa) | 3,8  |
| Pontinha ( A 16 ) - Sacavém ( A 12 / A 1 ) | Em serviço (1998) (Concessão: Grande Lisboa)    | 11,5 |

## Obras de arte
- Túnel do Grilo (527 m)
- Túnel da Venda Nova (250 m)
- Túnel da Damaia / Santa Cruz (1500 m)

## Perfil
| Troço                | Perfil | Extensão |
| -------------------- | ------ | -------- |
| Algés - A 5          |        | 2 km     |
| A 5 - Túnel do Grilo | ou     | 14 km    |
| A 8 - Sacavém        |        | 4 km     |

## Saídas

### Algés - Sacavém
| Número da Saída    | Nome da Saída | Estrada que liga                                                                              |
| ------------------ | --- | --------------------------------------------------------------------------------------------- |
| \| (sentido Algés) | Lisboa (centro) Belém Alcântara                                                                                                  | Passeio Marítimo de Algés Avenida de Brasília Avenida Dr. Alfredo Magalhães Ramalho           |
| 1 (sentido Algés)  | Cascais Oeiras | EN6                                                                                           |
| 2 (sentido Algés)  | Linda-a-Velha Miraflores Algés                                                                                                   | Alameda Fernão Lopes Avenida Maximiano Lemos Avenida General Norton de Matos Rua Afonso Praça |
| 3                  | Lisboa / A 2 SUL (sentido Sacavém) Cascais (sentido Algés)                                                                       | A 5                                                                                           |
| 4                  | Amadora / Sintra (sentido Sacavém) Belém / A 5 Lisboa / A 2 SUL (sentido Algés)                                                  | EN117                                                                                         |
|                    | Buraca / Parque de Campismo / Outros destinos (sentido Sacavém) Parque de Campismo / B.º Boavista / B.º Zambujal (sentido Algés) | Estrada da Circunvalação de Lisboa                                                            |
| 5                  | Alfragide Zona industrial Zona comercial                                                                                         | Praça Contra-Almirante Vítor Crespo                                                           |
| 6                  | Sintra / Amadora / Buraca 2ª circular / aeroporto / Lisboa (centro) / Campolide                                                  | A 37 - IC 19 Avenida Eusébio da Silva Ferreira                                                |
| 7                  | Portas de Benfica Venda Nova Damaia Amadora (centro)                                                                             |                                                                                               |
| 8                  | Benfica Alfornelos Falagueira |                                                                                               |
| 9                  | S. Brás Belas / A 9 CREL Benfica / Pontinha                                                                                      | A 16                                                                                          |
| 10                 | Odivelas (oeste) zona comercial (Strada Outlet)                                                                                  |                                                                                               |
| 11                 | Odivelas (centro) / A 9 CREL Lisboa (centro) / Lumiar / Olival Basto                                                             | A 40 - IC 22 N 8                                                                              |
| 12                 | Loures Leiria | A 8                                                                                           |
| 13                 | Lisboa / Camarate / ( A 2 ) SUL                                                                                                  | IP 7 (Eixo Norte-Sul)                                                                         |
| 14                 | Lisboa (centro) / aeroporto Porto / Alverca Parque das Nações Moscavide Sacavém / Bobadela                                       | A 1 Avenida Marechal Craveiro Lopes A 30 - IC 2                                               |
|                    | direcção SUL A33 Montijo - Setúbal - A2 ALGARVE - A6 Évora                                                                       | Ponte Vasco da Gama A 12                                                                      |

## Polémicas
Contudo, esta via rápida tem tido diversos problemas tanto a nível geográfico (devido à geografia dos terrenos que cercam Lisboa), como a nível administrativo (devido aos empreendimentos que se situam à porta da cidade). É o caso do quilómetro 10 (900 m após o nó da Pontinha com o IC16) que atravessa os terrenos da Escola Profissional Agrícola D. Dinis. Se assim não fosse, a estrada teria de dar uma enorme curva que aumentaria muito mais o seu percurso, e teria de acabar com bairros habitacionais situados nas proximidades. Contudo, são duas estruturas totalmente independentes, pois o acesso entre terrenos na escola, faz-se por uma passagem superior, devidamente vedada, e a via rápida também possui vedações e barreiras bastante seguras na zona.